# Oedaleus bimaculatus
Oedaleus bimaculatus är en insektsart som beskrevs av Zheng, Z. och Y. Gong 2001. Oedaleus bimaculatus ingår i släktet Oedaleus och familjen gräshoppor. Inga underarter finns listade i Catalogue of Life.